# Slam (groupe)
Pour les articles homonymes, voir Slam.
Slam est un groupe de techno composé de Stuart McMillan et Orde Meikle, originaire de Glasgow. Ils sont également cofondateurs du label Soma Quality Recordings. Positive Education est un de leurs titres les plus connus.